# Louis-Victor Bodard
Louis-Victor Bodard (* 1765 in Caen; † 1799 in Kairo) war ein französischer Ingenieur. 

## Leben und Wirken
Bodard studierte an der École nationale des ponts et chaussées und bekam nach seinem erfolgreichen Abschluss eine Anstellung im Corps des ingénieurs des ponts et chaussées. 
Als Napoleon am 16. März 1798 die Commission des sciences et des arts gründete, holte er auch Bodard dazu. Dieser Gelehrtenrat begleitete Napoleon auf dessen Feldzug nach Ägypten und hatte den Auftrag, die eroberten Gebiet wissenschaftlich zu untersuchen und zu beschreiben. 
Bodard erforschte den seit den ptolemäischer Zeit bekannten Kanal und dessen wirtschaftliche Nutzung für Frankreich. Er infizierte sich und starb in Kairo an der Pest. Seine letzte Ruhestätte fand er in einem Massengrab am Stadtrand. 
Bodards Arbeitsergebnisse flossen später in die Description de l’Égypte mit ein. 